# Planika
Planika ali očnica (znanstveno ime Leontopodium alpinum) je ena najbolj znanih evropskih gorskih rož, ki spada v družino nebinovk. Rastlina raste predvsem na apnenčastih kamnitih podlagah na nadmorski višini od 1800 do 3000 metrov. Ni strupena, saj so jo uporabljali proti dihalnim in trebušnim boleznim. Njen skromen, kratkotrajen in odmaknjen cvet je veljal za simbol alpinizma in razgibane lepote v Alpah in Karpatih. Prav tako velja za narodni simbol, še posebej v Romuniji, Avstriji, Bolgariji, Sloveniji in Švici. Po ljudskem izročilu je dar te rože ljubljeni osebi, obljuba predanosti.

## Imena in etimologija
Ime planika izhaja iz dejstva, da je ta roža prisotna na planinah ter na drugih visokogorskih območjih. V germanskih jezikih se uporablja ime edelweiss, ki izhaja iz švicarsko-nemške besede edel (plemenit) in weiß (bel). Znanstveno ime, Leontopodium alpinum izhaja iz grških besed leon (lev) in podion (šapa) ter alpinum (Alpe).

## Opis
Stebla so visoka  5 do 20 cm in so premenjalno olistana. Pritlični listi so lopatičasti in stebelni črtalasto suličasti, na zgornji strani so zelenkaste barve, na spodnji so belo polsteni. Cvet ima 5 do 8 majhnih rumenih cvetličnih glavic (0,5 cm), ki so obkrožene s cvetličnimi listi v zvezdasti obliki. Cvetijo med julijem in septembrom. So nestrupene.

## Rastišče
Planike lahko najdemo na skalnatih jasah, apnenčastih skalah in redkeje tudi na travnikih. So neenakomerno razporejene in jih navadno najdemo na skalnatih jasah med 1500 in 2400 m nadmorske višine, torej od pasu ruševja do spodnjega visokogorskega pasu.
Izvira iz Azije; danes pa lahko to rožo najdemo v Evropi, Aziji, Južni Ameriki, Pirenejih, Alpah in Karpatih.
V Sloveniji jo najdemo v Julijskih Alpah in Kamniških Alpah, Karavankah, Ratitovcu, Trnovskem gozdu, Snežniku in soteski Save pri Kranju.
Planika je zavarovana rastlina v mnogih državah, med drugim v Švici, Sloveniji (na Goriškem od 1896, na Kranjskem od 1898) ter Romuniji (od 1933). Kazen za utrgano planiko znaša od 1000 do 4000 evrov.
Po navadi raste na nedosegljivih krajih, zato jo v Sloveniji povezujejo z gorništvom. Njena bela barva v Švici velja za simbol čistosti in zaradi njene lepote je dobila romunsko ime floarea reginei (kraljičina roža).

## Planika v drugih pomenih
- Dom Planika pod Triglavom
- na avstrijskih evro kovancih je planika na kovancu za dva centa
- narodna roža Švice
- Planika, nekdanja slovenska tovarna in znamka čevljev/obutve v Kranju
- Planika (društvo), slovensko kulturno društvo v Kanalski dolini v Italiji

#### pod nemškim imenomEdelweiss:
- Edelweiss Air AG, švicarska letalska družba za prosti čas, čarterska letalska družba in sestrska družba Swiss International Air Lines
- pesem Edelweiss iz mjuzikla Moje pesmi, moje sanje
- avstrijska glasbena skupina Edelweiss.
- v Avstriji obstaja vrsta piva »Edelweiss«
- avstrijska gorska divizija Edelweiss, mdr. na Soški fronti
- nemška elitna gardska strelska divizija Edelweiss v 2. svetovni vojni
- protinacistična odporniška skupina Edelweiss ? (=Edelweisspiraten 12?) ustanovljena ob koncu druge svetovne vojne
- Operacija Edelweiss - več vojaških operacij Wermachta v 2. svetovni vojni: zavzetje Kavkaza 1942 ter dve manjši: v Makedoniji 1943 in v Liki 1944
- simbol nemških in avstrijskih gorskih enot - gorski lovci (Gebirgsjäger)